# دی گرون آمستردامر
دی گرون آمستردامر (تلفظ هلندی: [də ˈɣrunə ʔɑmstərˈdɑmər]) یک مجله خبری هفتگی مستقل هلندی است که در آمستردام منتشر می‌شود. این مجله در کنار اچ‌پی/د دیت، هلند آزاد، الزه‌ویر و هفته‌نامه یهودی ان/دابلیو یکی از پنج مجله مستقل در هلند است.

## تاریخچه و مشخصات

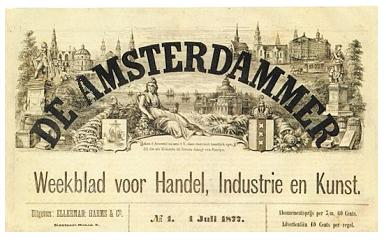
کاپ آمستردامر از ۱۸۷۷

دی گرون آمستردامر در سال ۱۸۷۷ تأسیس شد، این مجله یکی از قدیمی‌ترین مجلات خبری هلند است که همچنان در آمستردام منتشر می‌شود. این مجله با نام دی آمستردامر به معنای "کسی (یا چیزی) از آمستردام شروع شد. در روزهای اولیه از جوهر سبز استفاده می‌کرد که بعداً با انتشار دومین شماره در آمستردام با نام دی آمستردام کلمه گرون (سبز) به نام آن اضافه شد. نام دی گرون آمستردامر در سال ۱۹۲۵ رسمی شد. همانطور که از عنوان آن پیداست این هفته‌نامه در آمستردام منتشر می‌شود. در طول اشغال آلمان بین سالهای ۱۹۴۰ و ۱۹۴۵، انتشار مجله به طور موقت متوقف شد.
در طول زمان، این مجله در رسانه‌های هلندی با طیف گسترده‌ای از موضوعات منتشر می‌شد که از فلسفه، سیاست و ادبیات تا لیبرال آرتس متفاوت بود. دی گرون آمستردامر، برخلاف نامش، علاقه شدیدی به موضوعات بین‌المللی، با شبکه‌ای از خبرنگاران آزاد در کشورهای مختلف در سراسر جهان، نشان می‌دهد.
این مجله هفتگی عموماً از نظر فکری چپ و مترقی شناخته می‌شود. این مجله مرتباً و با شدت علیه هر شکلی از دیکتاتوری صحبت می‌کند و از حقوق مردم و طبقه فرودست دفاع می‌کند. هنگام جنگ عراق در خصوص گمانه‌زنی دخالت فرضی دولت هلند به‌طور مرتب مورد بحث قرار می‌گرفت.
در سال ۱۹۹۴، دی گرون آمستردامر تحت رهبری ماریان ون دن بومن آنلاین شد و آن را به یکی از پیشگامان هلند تبدیل کرد. نسخه‌های ۱۸۷۷ تا ۱۹۴۰ این مجله کاملاً دیجیتالی شدند و می‌توان آن‌ها را به‌صورت فاکس رایگان در دسترس قرار داد.

## ویراستاران مهم
- مارتین ون آمرونگن
- دیرک بزمر
- آنا بلامان
- سیمون کارمیگلت
- فردریک ون ایدن
- هنک هوفلاند
- تئودور هولمن
- لو دی یونگ
- گیرت ماک
- آنیل رامداس

## سردبیران قبلی
| تا جنگ جهانی دوم         | تا جنگ جهانی دوم |                   | پس از جنگ جهانی دوم | پس از جنگ جهانی دوم |
| یوهانس دی کو             | ۱۸۷۷–۱۸۹۴        | رینتس دایکسترا    | ۱۹۴۵–۱۹۷۰           |                     |
| بدون سردبیر              | ۱۸۹۴–۱۸۹۷        | بدون سردبیر       | ۱۹۷۰–۱۹۸۵           |                     |
| یوهانس دی کو             | ۱۸۹۷–۱۹۰۷        | مارتین ون آمرونگن | ۱۹۸۵–۱۹۹۷           |                     |
| هانری پیر لئونارد ویسینگ | ۱۹۰۷–۱۹۱۴        | جرارد ون وسترلو   | ۱۹۹۷–۱۹۹۸           |                     |
| جوست آدریان ون هامل      | ۱۹۱۴–۱۹۲۰        | مارتین ون آمرونگن | ۱۹۹۹–۲۰۰۲           |                     |
| گرهارد ویلهلم کرنکمپ     | ۱۹۲۰–۱۹۲۹        | هوبرت اسمیت       | ۲۰۰۳–۲۰۰۷           |                     |
| جوزفوس جیتا              | ۱۹۲۹–۱۹۳۶        | زاندرا شوته       | ۲۰۰۸–               |                     |
| بدون سردبیر              | ۱۹۳۶–۱۹۴۰        |                   |                     |                     |
| زایت‌وایز اینستلونگ       | ۱۹۴۰–۱۹۴۵        |                   |                     |                     |